# 守谷 (守谷市)
守谷（もりや）は、1889年（明治22年）4月1日 -  2010年（平成22年）2月26日まで存在した大字。旧北相馬郡守谷町。

## 地理
現在の守谷市東部から中部にかけての大部分を区域としていた大字である。最も範囲が広かった頃は、現在の本町、松並、百合ケ丘、ひがし野の全域及び、松ケ丘、みずき野、高野、小山のそれぞれ一部に及んだが、1981年（昭和56年）以降の大字・町名新設や飛地解消などにより、2010年（平成22年）2月27日に守谷駅近辺が中央一丁目 - 四丁目へ変更されたのを最後に消滅した。

## 歴史
元は、地理の項で述べた範囲のうち、現在は本町に属する辰新田地区、奥山新田地区を除いた範囲が守谷町であった。古くは城下町として発展した地域であり、1881年（明治14年）に辰新田村、1883年（明治16年）に西奥山新田を編入。1889年（明治22年）に北相馬郡小山村、赤法花村と合併し、新たに設置された守谷町の大字守谷となる。その後、1981年（昭和56年）に東守谷（現:みずき野）、1988年（昭和63年）に松ケ丘、けやき台、2002年（平成14年）に本町、松並、百合ケ丘、2004年（平成16年）にひがし野へ分離し、残部も2010年（平成22年）に中央一丁目～四丁目へと町名変更が行われ、消滅。また、大字名と番地の間には甲、乙、丙のいずれかが入っていたが、2002年（平成14年）の本町、松並、百合ケ丘の分離の際に乙と丙が廃止された。この際、本町へと編入された乙は元の番地に6000、丙は元の番地に7000を加えた番地へと変更が行われ、2010年（平成22年）の守谷消滅後は甲も廃止された。守谷は、住所に大字表記の入る守谷市内最後の大字であった。

### 地名の由来
正確な由来ははっきりしていないが、守谷という名称の由来には3つの説が存在する。
- 日本武尊が東征で訪れ、辺りが鬱蒼と茂る森であったことから「森なる哉」（もりなるかな）と発言し、「森哉」（もりや）を経て守谷になったという説。
- 平将門が城を築いた際、入り江に守られたこの土地を「守るに易き谷」と評したことに由来するという説[2]。
- 郡司の官衙（郡衙）、屯倉があったことから「まもりびと」「もりや」と呼ばれるようになったという説。

また、守谷の鎮守神として奉られている牛頭（ごず）大王（八坂神社）に納められている神鏡には｢下総国守谷郷牛頭大王守護所、大同元年丙戌、神主吉信｣と書かれており、806年（大同元年）以前より守谷の名称が用いられていたと考えられる。1614年（元和7年）の神社奉納品にも「森屋之郷」と記されており、異字である｢森屋｣も用いられていたと考えられる。

### 沿革
- 1868年（慶応4年）
  - 6月26日 - 9月3日（旧暦5月7日 - 7月17日） 下総野鎮撫府の管轄となる。
  - 9月23日（旧暦8月8日） 府藩県三治制により、下総知事県の管轄となる。
- 1869年（明治2年）2月23日（旧暦1月13日） 下総知事県に代わり、本格的な行政組織として葛飾県を設置、葛飾県相馬郡守谷町となる。
- 1871年（明治4年）12月25日（旧暦11月14日） 廃藩置県後の県の統合により、葛飾県が生実県、古河県、佐倉県、関宿県、曾我野県、結城県と合併し、印旛県を設置。印旛県相馬郡赤法花村となる。
- 1873年（明治6年）
  - 5月 大区小区制により、第十四大区六小区となる。また、すぐに再編成で第五大区七小区となる。
  - 6月15日 印旛県が木更津県と合併し、千葉県を設置。千葉県に属する。
- 1875年（明治8年）5月7日 境界変更により千葉県から茨城県に移管。第九大区二小区となる。
- 1878年（明治11年）7月22日 郡区町村制施行。同時に相馬郡が、利根川を境に南相馬郡と北相馬郡に分離し、北相馬郡守谷町となる。
- 1879年（明治12年） 北相馬郡内に奥山新田が2つあることから西奥山新田に改称。
- 1881年（明治14年） 辰新田村を守谷町に編入。
- 1883年（明治16年） 西奥山新田を守谷町に編入。
- 1889年（明治22年） 北相馬郡小山村、赤法花村と合併し、北相馬郡守谷町大字守谷となる。
- 1981年（昭和56年） 後にパークシティ守谷となる郷州地区を東守谷（現:みずき野）として分離。
- 1988年（昭和63年）5月31日 常総ニュータウン南守谷地区のうち守谷に当たる部分を松ケ丘一・二・三・五丁目、けやき台一・三・四・五・六丁目として分離。
- 2002年（平成14年）2月2日 市制施行。同時に、守谷のうち南東部を本町、北東部を松並、西部を百合ケ丘一丁目 - 三丁目として分離。守谷駅周辺と東部が残部として守谷市大字守谷となる。
- 2004年（平成16年）12月25日 守谷のうち東部をひがし野一丁目 - 三丁目として分離。
- 2010年（平成22年）2月27日 守谷の残部が中央一丁目 - 四丁目となり、守谷が消滅。

## 小字
ここでは、1955年（昭和30年）の合併時に守谷であった地域の小字について取り上げる。
- 愛宕（あたご） - 当地に建立された愛宕神社に因んだもので、現在も本町の小字として残っており、愛宕中学校にその名が見られる。
- 岩町（いわちょう） - 現在の百合ケ丘一丁目・二丁目のそれぞれ一部に当たり、現在も小字として残っている。岩町東バス停、岩町西バス停などにその名が見られる。
- 奥山新田（おくやましんでん） - 現在の本町の一部に当たり、現在も小字として残っている。舌状形に低地が延び、奥地にあることからこの名前が付いたと言われている。元々は独立した地域であったが、1881年（明治14年）に守谷町（後の守谷）に編入された。
- 黒内（くろうち） - 現在の中央一丁目・百合ケ丘一丁目・二丁目のそれぞれ一部に当たり、現在も百合ケ丘の小字として残っている。黒内小学校にその名が見られる。
- 郷州（ごうしゅう） - 現在のみずき野に当たり、郷州原（ごうしゅうっぱら）と呼ばれた。みずき野として開発が行われる前は樹林地帯であり、みずき野一丁目～八丁目を新設する際に消滅した。郷州小学校にその名が見られる。
- 籠山（こもりやま） - 現在の本町、西林寺付近に当たり、小字として残っている。坂東戦乱の際に平将門が一時潜んでいたことから名付けられた[4]。
- 坂町（さかまち） - 現在の中央、本町の一部に当たり、本町では小字として残っている。坂町バス停にその名が見られる。
- 下新田（しもしんでん） - 現在も本町の小字として残っており、下新田バス停にその名が見られる。
- 新町（しんまち） - 現在の中央、本町の一部に当たり、現在も本町の小字として残っており、新町バス停にその名が見られる。
- 辰新田（たつみしんでん） - 現在も本町の小字として残っている。江戸時代は守谷町の一部ではなく、10戸未満の小村であったが、1881年（明治14年）に守谷町（後の守谷）に編入された。
- 仲町（なかまち） - 現在も本町の小字として残っており、仲町行政サービスセンターにその名が見られる。
- 土塔（どとう） - 現在の中央一・四丁目、百合ケ丘二・三丁目のそれぞれ一部に当たり、百合ケ丘では現在も小字として残っている。土塔交差点、守谷駅土塔口にその名が見られる。
- 原（はら） - 現在の百合ケ丘一丁目・松並のそれぞれ一部に当たり、現在も小字として残っている。原交差点にその名が見られる。
- 北園（ほくえん） - 現在の百合ケ丘一・二丁目、松並、ひがし野一丁目の各一部に当たり、ひがし野以外では現在も小字として残っている。北園交差点や北園保育所にその名が見られる。
- 法花坊（ほっけぼう） - 現在の中央、ひがし野、本町の各一部に当たり、本町では現在も小字として残っている。法花坊交差点にその名が見られる。

### 通称町名
大字、小字とは違い、正式な住所上の名称ではないが、守谷には様々な通称町名が存在した。現在でも本町・松並・百合ケ丘一丁目～三丁目にて残存し、町内会や行政区の単位として使用されているほか、旧守谷地域の施設名などに名前が残る。
- 海老原町（えびはらちょう） - 黒内・土塔付近（守谷駅周辺の常総線と国道294号の間）を指していた通称町名。1942年（昭和17年）に守谷字黒内の山林を切り開いて海老原軍需工場が設置され、それに隣接する地域が住宅地となったことにより｢海老原町｣の名が付けられた。現在の中央一・四丁目周辺で、守谷駅前の再開発で海老原町内は一時立ち退きとなったが、｢海老原町公民館｣や「海老原町公園」にその名が見られる。2009年（平成21年）4月1日より、市の行政区域としては使用されなくなり、中央に含まれた[5]。

- 栄町（さかえちょう） - 新町裏近辺を指した通称町名。現在の中央二・三丁目を中心とした地域で、かつては山林や田畑が主となっていた地域であったが、1913年（大正11年）の守谷駅開設後に市街化が進み、｢栄町｣の名が付けられた。「栄町公園」にその名が見られるほか、守谷駅周辺の再開発中に廃止された交差点（再開発中に新設された上町交差点の約50m南）に栄町交差点の名が見られた。2009年（平成21年）4月1日より、市の行政区域としては使用されなくなり、中央に含まれた[5]。